# Neuillé
Neuillé é uma comuna francesa na região administrativa da Pays de la Loire, no departamento de Maine-et-Loire. Estende-se por uma área de 13,56 km². Em 2010 a comuna tinha 1 004 habitantes (densidade: 74 hab./km²).